# Zukerman-palackvető
A Zukerman-palackvető (oroszul: бутылкомёт Цукермана, magyar átírásban: butilkomjot Cukermana) gyúlékony folyadék kilövésére alkalmas kézi gránátvető, amelyet Venyiamin Zukerman tervezett 1942-ben. Szükségmegoldásként harckocsik ellen vetették be a második világháború kezdeti időszakában.

## Története
A fegyvert Venyiamin Zukerman elméleti fizikus készítette 1941 októbere és 1942 nyara között, amikor a második világháború miatt egy Kazanyba evakuált kutatóintézetben dolgozott. Zukerman visszaemlékezése szerint a palackvető ötlete egyik munkatársától származott. A fegyver a puskagránátok elvén működött. A lőfegyver csőszájára szerelhető perselyből a vaktöltény által szolgáltatott nagynyomású lőporgáz vetette ki a gyúlékony folyadékkal töltött üvegpalackot. Az eszköz lényegében egy kilőhető Molotov-koktél volt, amelyet harckocsik ellen alkalmaztak.
A fegyvert először 1942. július 14-én próbálták ki a szolnyecsnogorszki lőterén. A kísérletek során az egyik üvegpalack eltörött és Zukerman súlyos égési sérüléseket szenvedett.
Az egyébként megbízhatatlan fegyvert csak szükségmegoldásként alkalmazták 1942-ben. Többek között Leningrád védelménél is bevetették. Később, miután egyre nagyobb mennyiségben álltak rendelkezésre páncéltörő eszközök, a fegyver gyártását és alkalmazását is abbahagyták.

## Jellemzői
A palackvető alapját egy 75 mm átmérőjű hengeres persely alkotta, melyet bajonettzárral rögzítettek a lőfegyver csőszájára. A csőszáj és a persely közötti kúpos átmeneti rész volt a tágulási kamra. Az  üvegpalack alá fojtásként papírból vagy fából készült korongot helyeztek.
Gyújtóampullaként szabványos félliteres üvegpalackot használták. Ennek azonban nem voltak jók az aerodinamikai tulajdonságai. Ezért Zukerman a Kazántól 30 km-re lévő Pobeda truda nevű üveggyárban a tüzérségi lövedékek alakját mintázó üvegpalackokat készíttetett.
A palackokban gyújtóanyagként a Szovjetunióban 1940-ben bevezetett KSZ folyadékot használták. 1941–1945 között ez volt az általánosan használt gyújtóanyag a Molotov-koktélokban és egyéb gyújtóeszközökben. A levegővel érintkezve öngyulladó foszfor-szeszkviszulfid alapú KSZ gyújtófolyadék kb. ezer fokon égett. Egy liternyi KSZ folyadék mintegy három perc alatt égett el.
Később Natalija Bah egy még hatékonyabb és sűrűbb gyújtófolyadékot készített, amely a harckocsikba csapódva kevésbé fröcskölődött szét.
A fegyver 75–100 m közötti lőtávolsággal rendelkezett az alkalmazott üvegpalackoktól és a töltettől függően. Percenként 6–8 lövést lehetett leadni az eszközzel.

### Hasonló fegyverek
- 1941 mintájú 125 mm-es ampullavető
- Molotov-koktél